# Next Year
Next Year – singel amerykańskiego zespołu Foo Fighters z albumu There Is Nothing Left to Lose. Został wydany na dwóch płytach 7 listopada 2000.

## Lista utworów

### CD1
1. „Next Year”
2. „Big Me” (akustyczny występ w radu, 2 Meter Sessions, Holandia, 22 listopada 1999)
3. „Next Year” (akustyczny występ w radu, 2 Meter Sessions, Holandia, 22 listopada 1999)

### CD2
1. „Next Year”
2. „Baker Street” (cover Gerry’ego Rafferty’ego)
3. „Next Year” – teledysk

## Listy przebojów
| Lista przebojów (2000) | Pozycja |
| ---------------------- | ------- |
| Canadian Rock Chart    | 12      |
| MegaCharts             | 92      |
| UK Singles Chart       | 42      |
| Modern Rock Tracks     | 17      |